# Бродилово
Бродилово (болг. Бродилово) — село в Болгарии. Находится в Бургасской области, входит в общину Царево. Население составляет 284 человека (на 15 марта 2015 года).
Бродилово находится у гор Странджа, у подножия вулканического массива Голямата-Папия, у левого берега реки Велека, по броду через реку и названо село, что расположено в 12 км южнее от города Царево, на территории природного парка Странджа.

## История
Упоминается впервые в 1498 году как Пердрикоз. В 1898 году в селе было 140 греческих жилищ и 10 болгарских жилищ. К 1914 году греки были выселены на территорию современной Греции, а на их место пребыли выселенцы-болгары из Восточной Фракии. Первая болгарская школа была образована в 1913 году, а читалиште в 1928 году.
В селе есть церковь святого Пантелеймона построенная 1910 году — памятник культуры.

## Население
По данным переписи населения 2011 года в селе проживали 264 жителя, 261 из них болгары.
| 1934 | 1946 | 1956 | 1965 | 1975 | 1985 | 1992 | 2001 | 2011 | 2014 |
| ---- | ---- | ---- | ---- | ---- | ---- | ---- | ---- | ---- | ---- |
| 1197 | 1430 | 1288 | 1222 | 939  | 813  | 586  | 452  | 264  | 279  |

## Политическая ситуация
Ныне Бродилово подчиняется непосредственно общине и не имеет своего кмета. В прежнем кметстве Бродилово, в состав которого входило Бродилово, должность последнего кмета (старосты) исполнял Димитр Атанасов Димитров (Болгарская социалистическая партия (БСП)).